# 牙河
牙河，是中国长江流域的一条河流，汇入雅砻江，属于金沙江水系。河长88千米，流域面积1730平方千米，年均流量10立方米每秒。自然落差665米。水能理论蕴藏量2万千瓦。